# Grandeur of the Seas
El Grandeur of the Seas es un crucero de la Clase Vision operado por Royal Caribbean International (RCI). Las características incluyen un spa de servicio completo, seis jacuzzis, una pista de jogging al aire libre y varios bares y restaurantes. El 16 de octubre de 2019 se anunció que el Grandeur of the Seas será transferido en el segundo trimestre de 2021 a Pullmantur Cruises, en el que Royal Caribbean tiene una participación del 49%. Estos planes fueron cancelados a mediados de 2020.